# Estrela Cadente (canção)
Estrela Cadente é o primeiro single do terceiro álbum ao vivo da dupla sertaneja brasileira Victor & Leo, intitulado: Ao Vivo e em Cores em São Paulo.
A canção foi lançada em Novembro de 2009 nas rádios do Brasil e já está mais uma vez bombando nas paradas, sendo o quarto número 1 da dupla.

## Sucesso nas Paradas
A canção se tornou um sucesso alcançando as melhores posições nas paradas.Na edição do Hot 100 Brasil do dia 12 de dezembro, a canção liderou as paradas de sucesso, sendo o 4º número 1 da dupla.
Além disso, chegou a posição #2 no Brasil Hot 100 Airplay da Billboard Brasil.
| Paradas (2009)               | Posição |
| ---------------------------- | ------- |
| BR Billboard Hot 100 Airplay | 2       |
| BR Billboard Hot Popular     | 1       |
| Hot 100 Brasil               | 1       |